# Maliattha ruptifascia
Maliattha ruptifascia är en fjärilsart som beskrevs av George Francis Hampson 1891. Maliattha ruptifascia ingår i släktet Maliattha och familjen nattflyn. Inga underarter finns listade i Catalogue of Life.